# Valdenir da Silva Vitalino
Valdenir da Silva Vitalino (født 21. februar 1977) er en tidligere brasiliansk fodboldspiller.